# 達米安·舒利
達米安·舒利（法語：Damien Chouly；1985年11月27日—）是一位法國橄欖球運動員。他是法國國家橄欖球隊的一員，代表法國參加了2015年世界盃橄欖球賽。